# Henry Levine
Henry „Hot Lips“ Levine (* 26. November 1907 in London; † Mai 1989) war ein britisch-amerikanischer Jazztrompeter.

## Leben
Levines Familie emigrierte 1908 in die Vereinigten Staaten; 1917 hörte der junge Henry Levine Nick LaRocca mit der Original Dixieland Jazz Band, woraufhin er sich entschied, Musiker zu werden und Trompete zu lernen. Ab 1925 arbeitete er als professioneller Musiker bei der Original Dixieland Jazz Band, ab Mitte der 1920er-Jahre in verschiedenen Studiobands, u. a. bei Nat Shilkret, Vincent Lopez und ab 1927 bei dem britischen Bandleader Bert Ambrose, mit dem er im Londoner Mayfair Hotel auftrat. Aufnahmen entstanden in London auch mit Fred Elizalde. Nach seiner Rückkehr in die USA spielte er u. a. bei Cass Hagan und Rudy Vallée, bevor er sich wieder als Studiomusiker betätigte; daneben als Leiter der NBC Chamber Music Society of Lower Basin Street Jazz Group, mit der auch Aufnahmen entstanden. Nach dem Ende des Zweiten Weltkriegs arbeitete Levine als Leiter von Radio-, Fernseh- und Hotelorchestern; 1961 ging er nach Las Vegas. 1982 setzte er sich zur Ruhe. Nach Meinung des Allmusic war er ein ausgezeichneter Lead-Trompeter und effektvoller Solist. Unter eigenem Namen legte er bei RCA Victor ein Single mit Jazzstandards wie Rockin’ Chair und I’ve Found a New Baby vor.

## Diskographische Hinweise
- N.B.C. Chamber Society Of Lower Basin Street, Henry „Hot Lips Levine“: Great Swing Jam Sessions, Volume 2 (Saga, ed. 1974)